# Peralillo
Peralillo – miasto w Chile, w regionie O’Higgins, w prowincji Colchagua.